# Укку Банда Вієкон
Укку Банда Вієкон (Ukku Banda Wijekoon) (1934—2016) — шріланкійський дипломат. Надзвичайний і Повноважний Посол Шрі-Ланки в Україні за сумісництвом.

## Життєпис
Народився 5 листопада 1934 року в Мадовіта, Велімада, здобув освіту у Центральному коледжі Велімади, а потім закінчив університет Пераденія в 1959 році.
Він розпочав роботу в цейлонській адміністративні службі з 1960 року і служив співробітником окружного відділу доходів (DRO) в Вавунія, Нувара, Анурадхапура і Курунегалі районах. Він в минулому організатор УНП для Дамбаденія курфюрства.
Міністр округу Джаффна за часів президента Джуніусі Джаявардене.
Вієкон згодом працював у кабінеті міністрів внутрішніх справ, державній адміністрації та провінційних радах текстильної промисловості при президенті Ранасінгхе Премадаса.
У 2003—2004 рр. — служив послом Шрі-Ланки в РФ та за сумісництвом в Україні, Грузії.
Він оскаржував у 2010 президентські вибори, як незалежний кандидат в Президенти Шрі-Ланки.
Після смерті його останки були передані медичному факультету Університету Пераденія згідно його заповітом.